# Pabstiella lueriana
Pabstiella lueriana är en orkidéart som beskrevs av Claudio Nicoletti de Fraga och L.Kollmann. Pabstiella lueriana ingår i släktet Pabstiella och familjen orkidéer. Inga underarter finns listade i Catalogue of Life.